# Stotze
Die Stotze, auch Stoze, war ein Schweizer Flüssigkeitsmaß im Kanton Zürich und Kanton Glarus. Es war ein anderer Ausdruck für das Maß Schoppen, war aber nicht vollständig identisch mit diesem.
- allgemein 1 Landmaß = 4 Schoppen oder Stotzen = 1,83393 Liter[2]
- 2 Stotzen = 1 Quärtli
- 4 Stotzen = 1 Maß
- 8 Stotzen = 1 Kopf
- 60 Stotzen = 1 Viertel Wein Lauterermaß
- 64 Stotzen = 1 Viertel Wein Trübmaß
- 240 Stotzen = 1 Eimer
- 360 Stotzen = 1 Saum

- Eglisau 1 Stotze = 16 1⁄2 Pariser Kubikzoll = 8⁄25 Liter
- Winterthur 1 Stotze = 16 5⁄9 Pariser Kubikzoll
- Zürich (Lauter- oder Trübmaß) 1 Stotze = 23 Pariser Kubikzoll = 9⁄20 Liter
- Zürich (Stadt- oder Schenkmaß) 1 Stotze = 20 7⁄10 Pariser Kubikzoll = 2⁄5 Liter